# Ptycholaimellus
Ptycholaimellus är ett släkte av rundmaskar. Ptycholaimellus ingår i familjen Chromadoridae.
Kladogram enligt Catalogue of Life och Dyntaxa:
| Ptycholaimellus | \| \| Ptycholaimellus carinatus \| \| \| \| \| \| Ptycholaimellus pandispiculatus \| \| \| \| \| \| Ptycholaimellus ponticus \| \| \| \| \| \| Ptycholaimellus slacksmithi \| \| \| \| |
|                 | \| \| Ptycholaimellus carinatus \| \| \| \| \| \| Ptycholaimellus pandispiculatus \| \| \| \| \| \| Ptycholaimellus ponticus \| \| \| \| \| \| Ptycholaimellus slacksmithi \| \| \| \| |
|                 | Ptycholaimellus carinatus |
|                 | |
|                 | Ptycholaimellus pandispiculatus |
|                 | |
|                 | Ptycholaimellus ponticus |
|                 | |
|                 | Ptycholaimellus slacksmithi |
|                 | |